# 8348 Bhattacharyya
8348 Bhattacharyya (tên chỉ định: 1988 BX) là một tiểu hành tinh nằm ở rìa trong của vành đai chính. Nó được phát hiện bởi R. Rajamohan ở đài thiên văn Vainu Bappu ở Kavalur, Ấn Độ, ngày 26 tháng 1 năm 1988. Nó được đặt theo tên Jagadish Chandra Bhattacharyya.